# 2023年福島県議会議員選挙
2023年福島県議会議員選挙は、福島県の議決機関である福島県議会を構成する議員を改選するため行われた日本の地方選挙で2023年11月12日に投票が行われた。

## 概要
2011年3月11日に発生した東北地方太平洋沖地震による震災（東日本大震災）と福島第一原子力発電所事故の影響を考慮して第17回統一地方選挙より延期されていたため2023年度の選挙も、2019年度の選挙同様第20回統一地方選挙と同一日程ではなくこの日程となった。

## 基礎データ
- 選挙事由：県議会議員の任期満了
- 告示日：2023年11月2日
- 投票日：2023年11月12日
- 議員定数：58名
- 選挙区：19選挙区（うち9選挙区で無投票[5]）
- 立候補者数：71名（うち17名が無投票当選）
  - 各党立候補者数：自由民主党31名、公明党4名、日本共産党6名、立憲民主党13名、日本維新の会1名、諸派1名、無所属15名

## 選挙結果
自由民主党は改選前より2議席減の29議席となり、単独過半数は逃したものの最大会派を維持した。立憲民主党、日本共産党はそれぞれ1議席減となった。公明党は公示前の勢力を維持した。また、日本維新の会はいわき市選挙区で1議席を獲得し、福島県議会で初めて議席を得た。れいわ新選組はいわき市選挙区で推薦候補が1議席を獲得した。

## 当選した議員
自由民主党 
 公明党 
 立憲民主党 
 日本共産党 
 日本維新の会 
 無所属 
| 福島市           | 半沢雄助   | 西山尚利   | 大場秀樹 | 宮本しづえ | 伊藤達也   |
| 福島市           | 佐藤雅裕   | 渡辺哲也   | 誉田憲孝 |            |            |
| 会津若松市       | 水野さち子 | 佐藤義憲   | 佐藤郁雄 | 宮下雅志   |            |
| 郡山市           | 椎根健雄   | 神山悦子   | 今井久敏 | 鈴木優樹   | 佐藤憲保   |
| 郡山市           | 長尾トモ子 | 佐久間俊男 | 佐藤徹哉 | 山田平四郎 | 山口信雄   |
| いわき市         | 矢吹貢一   | 山口洋太   | 安田成一 | 真山祐一   | 木村謙一郎 |
| いわき市         | 鳥居作弥   | 鈴木智     | 安部泰男 | 古市三久   | 宮川えみ子 |
| 白河市・西白河郡 | 三村博隆   | 満山喜一   | 渡辺義信 |            |            |
| 須賀川市・岩瀬郡 | 吉田誠     | 渡辺康平   | 水野透   |            |            |
| 喜多方市・耶麻郡 | 江花圭司   | 瓜生信一郎 |          |            |            |
| 相馬市・新地町   | 荒秀一     |            |          |            |            |
| 二本松市         | 石井信夫   | 高宮光敏   |          |            |            |
| 田村市・田村郡   | 三瓶正栄   | 先崎温容   |          |            |            |
| 南相馬市・飯舘村 | 高野光二   | 太田先秋   |          |            |            |
| 伊達市・伊達郡   | 佐々木彰   | 大橋沙織   | 亀岡義尚 |            |            |
| 本宮市・安達郡   | 佐藤政隆   |            |          |            |            |
| 南会津郡         | 渡部英明   |            |          |            |            |
| 河沼郡           | 猪俣明伸   |            |          |            |            |
| 大沼郡           | 山内長     |            |          |            |            |
| 東白川郡         | 宮川政夫   |            |          |            |            |
| 石川郡           | 山田真太郎 |            |          |            |            |
| 双葉郡           | 佐々木恵寿 | 橋本徹     |          |            |            |

### 補欠選挙
| 年     | 月日   | 選挙区         | 当選者   | 当選政党 | 欠員     | 欠員政党 | 欠員事由                         |
| ------ | ------ | -------------- | -------- | -------- | -------- | -------- | -------------------------------- |
| 2024年 | 9月1日 | 東白川郡選挙区 | 金澤拓哉 | 自民党   | 宮川政夫 | 自民党   | 棚倉町長選挙立候補準備のため辞職 |

### 初当選
計10名
自由民主党
- 誉田憲孝（福島市）
- 木村謙一郎（いわき市）
- 石井信夫（二本松市）

立憲民主党
- 半沢雄助（福島市）
- 吉田誠（須賀川市・岩瀬郡）
- 猪俣明伸（河沼郡）

無所属
- 山口洋太（いわき市）
- 安田成一（いわき市）
- 渡部英明（南会津郡）
- 山田真太郎（石川郡）

### 返り咲き・復帰
計2名
日本維新の会
- 鳥居作弥（いわき市）

無所属
- 水野さち子（会津若松市）

### 落選
計6名
自由民主党
- 青木稔（いわき市）
- 小林昭一（河沼郡）

立憲民主党
- 高橋秀樹（福島市）

日本共産党
- 吉田英策（いわき市）

無所属
- 西丸武進（いわき市）
- 渡部優生（会津若松市）

### 引退・不出馬
計6名
自由民主党
- 坂本竜太郎（いわき市）第50回衆議院議員総選挙に福島県第4区から立候補し当選。
- 遊佐久男（二本松市）
- 星公正（南会津郡）

立憲民主党
- 紺野長人（福島市）
- 宗方保（須賀川市・岩瀬郡）
- 円谷健市（石川郡）